# Xã Carmi, Quận White, Illinois
Xã Carmi (tiếng Anh: Carmi Township) là một xã thuộc quận White, tiểu bang Illinois, Hoa Kỳ. Năm 2010, dân số của xã này là 6.770 người.